# Xã Minneola, Quận Goodhue, Minnesota
Xã Minneola (tiếng Anh: Minneola Township) là một xã thuộc quận Goodhue, tiểu bang Minnesota, Hoa Kỳ. Năm 2010, dân số của xã này là 629 người.